# Harlem Township (comté de Stephenson, Illinois)
Pour les articles homonymes, voir Harlem Township.
Harlem Township est un township du comté de Stephenson dans l'Illinois, aux États-Unis,. En 2010, le township comptait une population de 2 275 habitants.